# Jacques Mourad
Julian Yacoub Mourad, urodzony Yagop (Jacques) Mourad, (ur. 28 czerwca 1968 w Aleppo) – iracki duchowny Kościoła katolickiego obrządku syryjskiego, arcybiskup Himsu.

## Życiorys
Urodzony w Aleppo 28 czerwca 1968 r. jako syn Edouarda Mourada i Imeldy Hasrouni. Wstąpił do seminarium w Charfet w Libanie i uzyskał licencjat z filozofii i teologii, a następnie licencjat z liturgiki na Uniwersytecie Ducha Świętego w Kaslik. Wstąpił do klasztoru Saint-Moïse-l'Abyssinin położonego 80 kilometrów na północ od Damaszku, aby wraz z jezuitą, ojcem Paolo Dall'Oglio, założyć tam nowy zakon Deir Mar Musa Al-Abashi. To tutaj 20 lipca 1993 roku złożył śluby zakonne.
28 sierpnia tego samego roku został wyświęcony na kapłana i inkardynowany do archieparchii Hims. Od 2000 do 2015 był odpowiedzialny za klasztor Mar Elian i parafię w Al-Karjatajn.
Między majem a październikiem 2015 r. ojciec Mourad został porwany przez terrorystów Państwa Islamskiego, ale udało mu się uciec z pomocą przyjaciela muzułmanina.
W 2016 roku przeniósł się do klasztoru Najświętszej Maryi Panny w As-Sulajmanijja. Do Syrii powrócił w 2020 r. i został ekonomem oraz zastępcą przełożonego wspólnoty klasztornej w Al-Karjatajn; został także członkiem Kolegium Konsultorów archieparchii Hims.
W 2022 Synod Kościoła syryjskiego wybrał go na arcybiskupa Himsu. 7 stycznia 2023 papież Franciszek zatwierdził ten wybór.
Podczas konsekracji biskupich 3 marca 2023 roku przyjął imię Juliana Yacouba, za zgodą Patriarchy Ignacy Józef III Younan.